# Wandy Kater
Wandy Kater (1971) es una deportista neerlandesa que compitió en natación, en la modalidad de aguas abiertas.
Ganó dos medallas en el Campeonato Europeo de Natación en Aguas Abiertas, plata en 1989 y bronce en 1993.

## Palmarés internacional
| Campeonato Europeo | Campeonato Europeo      | Campeonato Europeo | Campeonato Europeo |
| Año                | Lugar                   | Medalla            | Prueba             |
| ------------------ | ----------------------- | ------------------ | ------------------ |
| 1989               | Stari Grad (Yugoslavia) | Medalla de plata   | 5 km               |
| 1993               | Slapy (República Checa) | Medalla de bronce  | 25 km              |